# Selters (Westerwald)
Selters település Németországban, Rajna-vidék-Pfalz tartományban. Lakosainak száma 3014 fő (2023. december 31.).

## Népesség
A település népességének változása:
| Lakosok száma | 2202 | 2795 | 2773 | 2876 | 2937 | 3014 |
|               | 1975 | 2017 | 2019 | 2021 | 2022 | 2023 |